# Les Ponts-de-Cé
Les Ponts-de-Cé é uma comuna francesa na região administrativa da Pays de la Loire, no departamento de Maine-et-Loire. Estende-se por uma área de 19,55 km². Em 2010 a comuna tinha 13 354 habitantes (densidade: 683,1 hab./km²).